# The World's Great Snare
The World's Great Snare er en amerikansk stumfilm fra 1916 af Joseph Kaufman.

## Medvirkende
- Pauline Frederick som Myra.
- Irving Cummings som Bryan.
- Ferdinand Tidmarsh som Huntley.
- Frank Evans som Pete.
- Riley Hatch som Aimes Rutten.